# Пилиповский, Григорий Ефимович
Григорий Ефимович Пилиповский (1904 — 1982) — советский военно-морской деятель, контр-адмирал (1958).

## Биография
Родился в еврейской семье ремесленника. В 1922 году окончил среднюю школу и поступил на службу в ВМС РККА. В 1926 году окончил Высшее военно-морское училище им. Фрунзе, штурманский класс СККС ВМС РККА. В 1929 году окончил Военно-морскую академию Рабоче-Крестьянского Флота. С декабря 1931 по ноябрь 1934 года учился в ВМА им. К. Е. Ворошилова. Ходил на кораблях Балтийского и Северного флотов. С сентября 1938 по 10 января 1942 года — начальник оперативного отдела штаба Балтийского флота. Затем — начальник 1-го и 3-го оперативного управления главного штаба ВМС СССР. После окончания Великой Отечественной войны служил в штабе Военно-морского флота. В 1956—1963 годах — старший преподаватель Академии генерального штаба. 27 февраля 1963 года ушёл в отставку. Скончался 8 февраля 1982 года в Москве.

### Звания
- капитан 1-го ранга;
- 18 февраля 1958 года — контр-адмирал.

### Награды
Награждён орденами Ленина, двумя Красного Знамени, Ушакова 2-й степени, Нахимова 2-й степени, Отечественной войны 1-й степени, медалями.